# The Lion's Claws
The Lion's Claws é um seriado estadunidense de 1918, dirigido por Jacques Jaccard e W. B. Pearson, em 18 capítulos, categoria aventura, estrelado por Marie Walcamp e Ray Hanford. O seriado veiculou nos cinemas dos Estados Unidos entre 6 de abril e 3 de agosto de 1918.
Este seriado é considerado perdido.

## Elenco
- Marie Walcamp … Beth Johnson. Durante a filmagem, a atriz Marie Walcamp foi atacado por um dos leões usados na cena, o que lhe deu uma cicatriz profunda para o resto de sua vida.[4]
- Ray Hanford … Buck Masterson
- Neal Hart … Capt. Harris
- Frank Lanning … Musa
- Thomas G. Lingham … Capt. Johnson
- Alfred Allen … Cel. Leighton
- Gertrude Astor … Lady Mary Leighton
- Edwin August … Roger Hammond
- Rex De Rosselli … Rej Hari
- Harry von Meter … Capt. Bogart
- Tom London ... Reglis (creditado Leonard Clapham)
- Sam Polo ... Uula
- Nigel De Brulier
- Charles Brinley
- Sam Appel

## Capítulos
1. A Woman's Honor
2. Beasts of the Jungle
3. Net of Terror
4. A Woman's Scream
5. The Secret Document
6. The Dungeon of Terror
7. Quicksand
8. Into the Harem
9. The Human Pendulum
10. Escape Through the Flames
11. Caught in the Toils
12. The Spies' Cave
13. In Disguise
14. Hell Let Loose
15. Bridge of the Beast
16. The Jungle Pool
17. The Well of Horror
18. The Doom of Rej Hari